# Bessera tuitensis
Bessera tuitensis är en sparrisväxtart som beskrevs av R.Delgad. Bessera tuitensis ingår i släktet Bessera och familjen sparrisväxter. Inga underarter finns listade i Catalogue of Life.